# ᶻ
Cette page contient des caractères spéciaux ou non latins. S’ils s’affichent mal (▯, ?, etc.), consultez la page d’aide Unicode.
ᶻ, appelée z en exposant, z supérieur ou lettre modificative z, est un graphème utilisé dans l’écriture du kwak'wala et du lushootseed où il est utilisé dans le digramme ‹ dᶻ ›. 

## Utilisation
Dans certaines transcriptions de l’alphabet phonétique international, non standard depuis 1989, ‹ ᶻ › est utilisé après le symbole d’une consonne alvéolaire voisée pour indiquer l’articulation secondaire fricative, indiquant une affriquée, par exemple la consonne affriquée alvéolaire voisée [dᶻ (], notée [dz] ou [d͡z] avec l’alphabet phonétique international.

## Représentations informatiques
La lettre modificative z peut être représenté avec les caractères Unicode suivants (Supplément phonétique) :
| formes       | représentations | chaînes de caractères | points de code | descriptions                    |
| ------------ | --------------- | --------------------- | -------------- | ------------------------------- |
| modificative | ᶻ               | ᶻ                     | U+1DBB         | lettre modificative minuscule z |